# Седльці
Се́дльці (Сідльці, Сєдльце, Сідлець, Сілець, пол. Siedlce) — місто в східній Польщі; 77 813 мешканців. (2020). Адміністративний центр Седлецького повіту Мазовецького воєводства.

## Географія
Містом протікає річка Мухавка.

## Історія

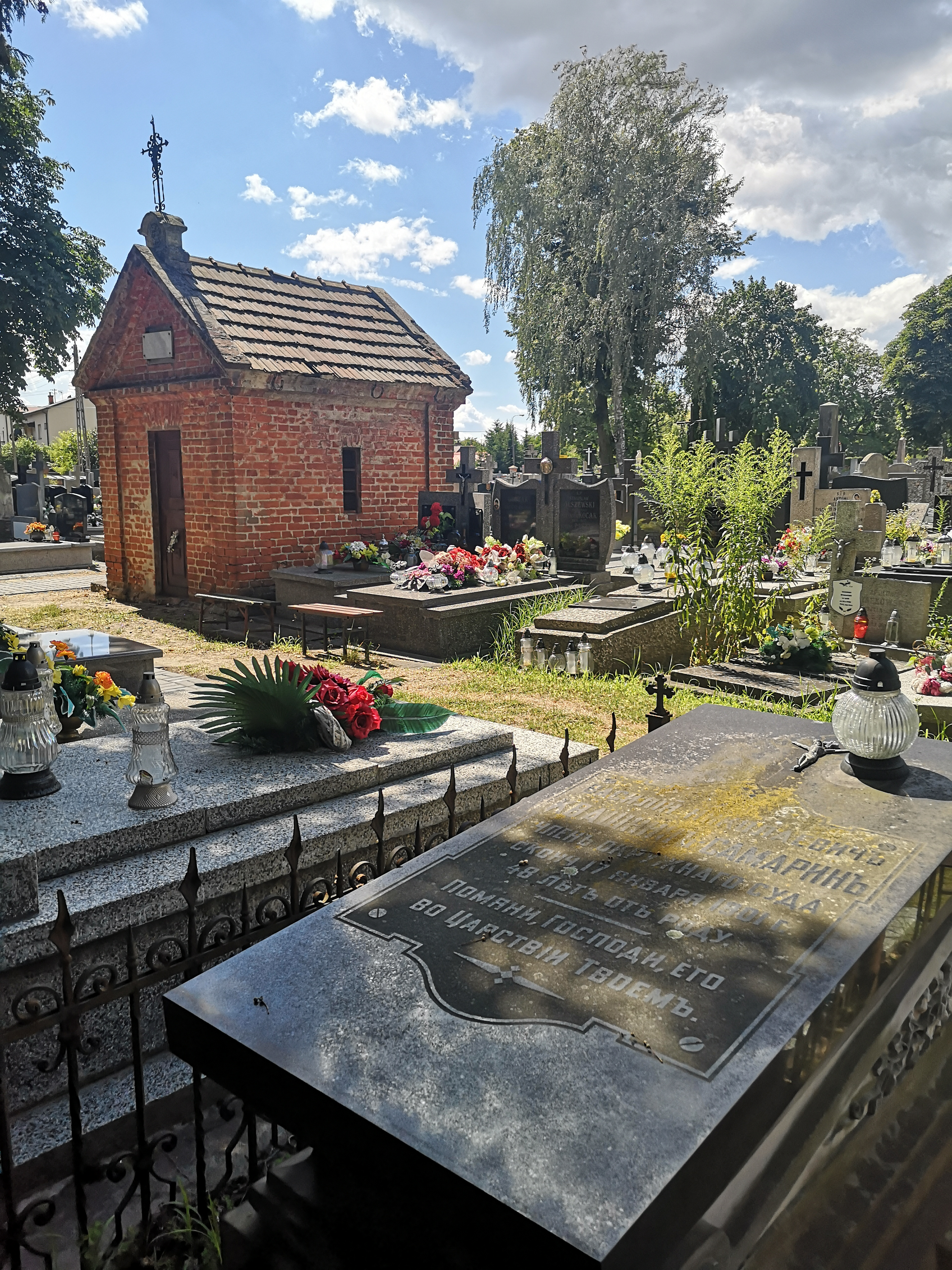
Капличка на православній частині цвинтаря

У 1837—1845 і 1867—1912 роках було центром Сідлецької губернії Російської імперії, до якого входила етнічно українська частина Підляшшя. У 1860-х роках російська влада заснувала в місті російську гімназію, у якій навчалося багато українців-підляшан. Засновану російським царизмом в'язницю польська влада в міжвоєнний період використовувала для утримання українських політв'язнів. При переганянні до Берестя вночі з 10 на 11 вересня 1939 року в'язні розстріляні охороною.
У першій половині вересня 1939 року німці захопили Сідлець, але вже 29 вересня за пактом Ріббентропа-Молотова передали його радянській 8-ій стрілецькій дивізії 23-го стрілецького корпусу. Однак Сталін обміняв Закерзоння на Литву і 6 жовтня СРСР назад віддав Сідлець німцям. Під час Другої світової війни в місті діяв Український допомоговий комітет.

## Населення
За роками:
- 1810 — 2 738
- 1840 — 5 800
- 1865 — 9 466
- 1897 — 20 826
- 1911 — 21 949
- 1939 — 41 294
- 1944 — 27 584
- 1970 — 39 400
- 1990 — 70 500
- 1995 — 73 800
- 2000 — 76 667
- 2008 — 76 939

Демографічна структура станом на 31 березня 2011 року:
|          | Загалом | Допрацездатний вік | Працездатний вік | Постпрацездатний вік |
| -------- | ------- | ------------------ | ---------------- | -------------------- |
| Чоловіки | 36168   | 7531               | 25224            | 3413                 |
| Жінки    | 40165   | 6991               | 24960            | 8214                 |
| Разом    | 76333   | 14522              | 50184            | 11627                |

## Культура
У Седльці зберігається єдина картина іспанського художника Ель Греко в Польщі: «Страсті Святого Франциска».

## Пам'ятки історії та культури

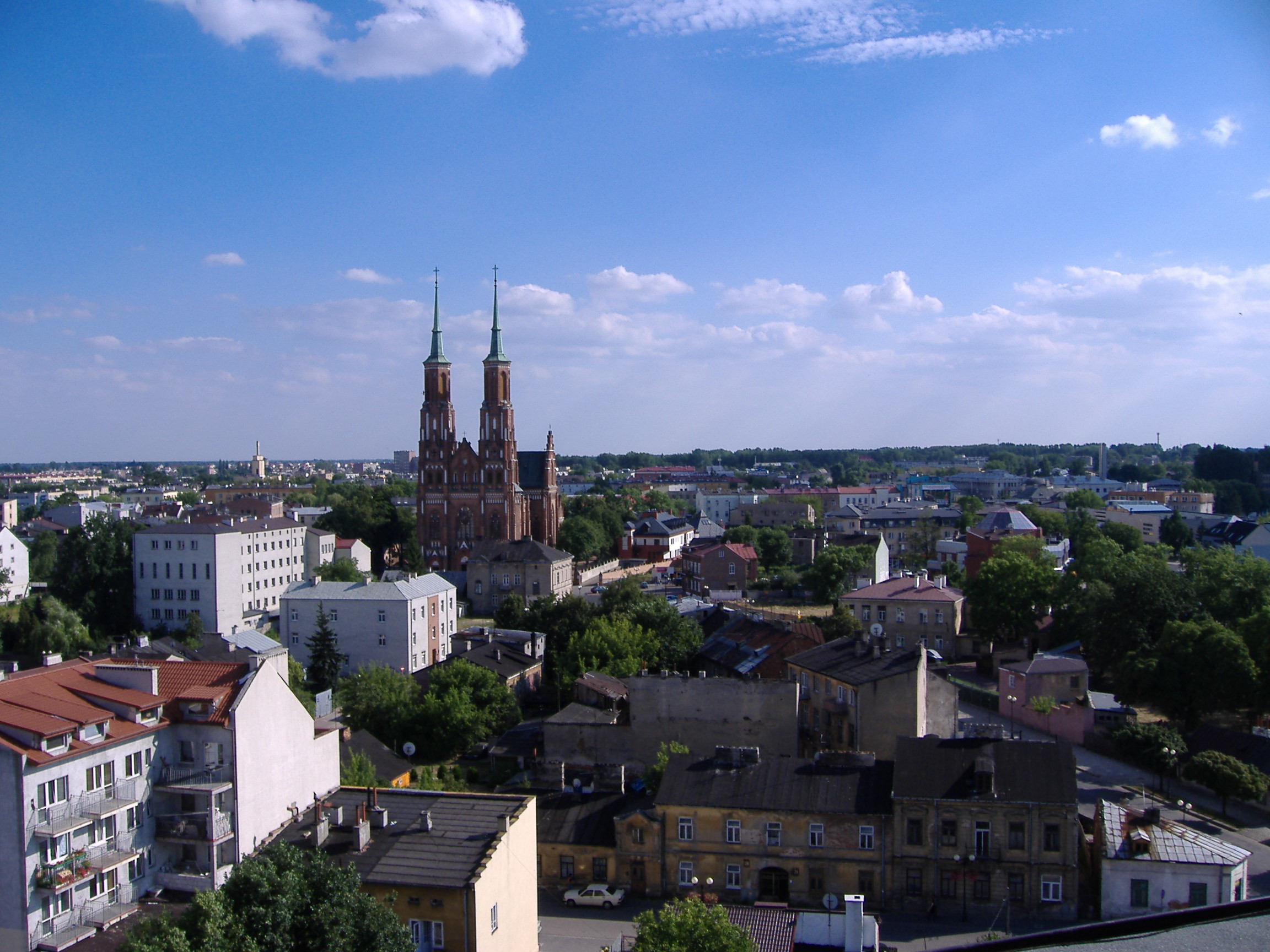
Седльці

- Ратуша
- Сідлецький монастир

## Міста-побратими
- Бердичів, Україна (з 2005 року).

## Відомі особи
- Нечуй-Левицький Іван Семенович (1838—1918) — український прозаїк, перекладач, письменник, у 1861—1872 роках працював учителем у російській гімназії[6].
- Челомей Володимир Миколайович (1914—1984) — український радянський конструктор ракетно-космічної техніки.